# Zhang Peimeng
Zhang Peimeng (né le 13 mars 1987 à Pékin) est un athlète chinois spécialiste du sprint.

## Carrière
Aux Universiades d'été de 2007, il remporte la médaille d'argent du 100 mètres, ainsi que la médaille de bronze dans l'épreuve du relais 4 × 100 mètres. L'année suivante, il fait partie du relais chinois disqualifié en finale des Jeux olympiques de Pékin. En novembre 2009, Zhang Peimeng s'adjuge le titre du 100 m des Championnats d'Asie de Guangzhou dans le temps de 10 s 28. Il se classe par ailleurs deuxième du relais 4 × 100 m.
En 2009, quelques semaines avant les Jeux nationaux, il est diagnostiqué d'un cancer des os. Cette évaluation se révèlera être fausse lors d'une seconde consultation.
À Kanchanaburi, le 11 mai 2012, il établit un nouveau record chinois du relais, avec 38 s 65 et l'équipe suivante (Guo Fan, Liang Jiahong, Zhang Peimeng, Zheng Dongsheng). Lors des Jeux olympiques à Londres, en séries, ce record est porté à 38 s 38 par Guo Fan, Liang Jiahong, Su Bingtian et Zhang en dernier relayeur.
Le 27 avril 2013, à Zhaoqing, Zhang Peimeng établit le temps de 10 s 04 sur 100 m (+1,6 m/s), améliorant de 12/100e de seconde le record de Chine détenu depuis 2011 par Su Bingtian. Moins d'un mois plus tard, lors du meeting Diamond League du Shanghai Golden Grand Prix, il améliore de 7/100e le record de Chine du 200 m de Han Chaoming en réalisant le temps de 20 s 47 (vent nul).
Lors des Championnats du monde à Moscou, il termine 5e de sa demi-finale en 10 s 00 (vent fav. + 0,4), nouveau record national.
Le 18 mai 2016, lors du World Challenge de Pékin, il contribue au 38 s 21 de l'équipe chinoise de relais composée de Yang Yang, Xie Zhenye, Su Bingtian et Zhang Peimeng, le 2e meilleur temps de l'année.
Il met un terme à sa carrière en septembre 2017, à l'âge de 30 ans,. En février 2018, il rejoint l'équipe nationale olympique de skeleton, avec en ligne de mire les Jeux olympiques d'hiver de 2022,.

## Vie privée
Il est le fils de Zhang Cheng, champion d'Asie du saut à la perche en 1983 et ancien détenteur du record d'Asie de la discipline.

## Palmarès
| Date | Compétition           | Lieu           | Résultat | Épreuve   | Temps   |
| ---- | --------------------- | -------------- | -------- | --------- | ------- |
| 2007 | Universiade           | Bangkok        | 2e       | 100 m     | 10 s 30 |
| 2007 | Universiade           | Bangkok        | 3e       | 4 × 100 m | 39 s 30 |
| 2008 | Jeux olympiques       | Pékin          | finale   | 4 × 100 m | DQ      |
| 2009 | Championnats d’Asie   | Canton         | 1er      | 100 m     | 10 s 28 |
| 2009 | Championnats d’Asie   | Canton         | 2e       | 4 × 100 m | 39 s 07 |
| 2014 | Jeux asiatiques       | Incheon        | 4e       | 100 m     | 10 s 18 |
| 2014 | Jeux asiatiques       | Incheon        | 1re      | 4 × 100 m | 37 s 99 |
| 2014 | Coupe continentale    | Marrakech      | 6e       | 100 m     | 10 s 18 |
| 2015 | Championnats d'Asie   | Wuhan          | 2e       | 100 m     | 10 s 15 |
| 2015 | Championnats d'Asie   | Wuhan          | 1re      | 4 x 100 m | 39 s 04 |
| 2015 | Championnats du monde | Pékin          | 2e       | 4 × 100 m | 38 s 01 |
| 2015 | DécaNation            | Paris          | 3e       | 100 m     | 10 s 41 |
| 2016 | Jeux olympiques       | Rio de Janeiro | 4e       | 4 × 100 m | 37 s 90 |
| 2017 | Championnats du monde | Londres        | 4e       | 4 x 100 m | 38 s 34 |

## Records
| Épreuve    | Performance | Lieu     | Date         |
| ---------- | ----------- | -------- | ------------ |
| 100 mètres | 10 s 00     | Moscou   | 11 août 2013 |
| 200 mètres | 20 s 47     | Shanghai | 18 mai 2013  |

| Épreuve    | Performance | Lieu  | Date         |
| ---------- | ----------- | ----- | ------------ |
| 60 mètres  | 6 s 58      | Pékin | 29 mars 2013 |
| 200 mètres | 20 s 75     | Pékin | 30 mars 2013 |